# Druckwasserversorgung
Die Druckwasserversorgung ist eine frühe Form einer Energieversorgung, -übertragung und -speicherung mittels unter Druck stehenden Wassers in einem Leitungsnetz.
In der frühen Neuzeit wurde in einigen Städten über ein Druckwassernetz Energie an Endverbraucher verteilt, zum Beispiel in Genf. Das 1883 bis 1886 erstellte Kraftwerk Coulouvrenière beschickte mit 32 Pumpen ein Druckwassernetz, mit dem zunächst 95 Gewerbetreibende Wassermotoren betrieben. Ende 1889 zählte man mehr als 200 derartige Hausturbinen.
In Frankfurt am Main wurden die Hebezeuge des Westhafens von einem Druckwasserwerk gespeist, das ursprünglich den Hauptbahnhof versorgen sollte.